# Ludwig Schmuck
Ludwig Julius Albert Schmuck (* 13. Juni 1892 in Weißenburg in Bayern; † 8. Mai 1945 in Tann) war ein deutscher Politiker (NSDAP), paramilitärischer Aktivist und SA-Führer, zuletzt im Rang eines SA-Gruppenführers.

## Leben

### Jugend und Erster Weltkrieg
Schmuck war der Sohn eines Gewerbeschuldirektors. In seiner Jugend besuchte er von 1898 bis 1901 die Volksschule und dann von 1901 bis 1905 ein Progymnasium und anschließend von 1905 bis 1910 eine Ausbildungsanstalt für Lehrer. Wie sein Vater übte er anschließend den Beruf eines Volksschullehrers und dann den eines Gewerbeschullehrers aus. 1911/12 leistete Schmuck in der 6. Kompanie des 21. Infanterie-Regiments „Großherzog Friedrich IV. von Mecklenburg-Schwerin“ der Bayerischen Armee in Fürth seinen Einjährigen Dienst ab.
Ab August 1914 nahm Schmuck am Ersten Weltkrieg teil. Zunächst kam er von August 1914 bis Februar 1915 bei dem Brigade-Ersatz-Bataillon 3/11 und bei der 9. Kompanie des 13. Infanterie-Regiments „Franz Joseph I., Kaiser von Österreich und Apostolischer König von Ungarn“ zum Einsatz. Nachdem er am 23. Februar 1915 eine Verwundung erlitt hatte, kehrte er erst im Juli 1916 an die Front zurück. Bis Dezember 1918 wurde er als Zugführer, Stellungsbauoffizier, Verpflegungsoffizier und Führer bei der 9. Kompanie des 28. Infanterie-Regiments und bei der 8. Kompanie des Landwehr-Infanterie-Regiments 2 an der Ost- und Westfront verwendet.

### Weimarer Republik
Nach dem Krieg arbeitete Schmuck als Gewerbelehrer, zuletzt als Berufsschuldirektor in Neustadt an der Aisch.
Von 1921 bis 1923 gehörte Schmuck dem Freikorps und dann dem Bund Oberland an, in dem er zuletzt Funktionen als Kompanieführer innehatte.
Nach dem Scheitern des Hitler-Putsches trat Schmuck in den Blücher-Bund, eine Splittergruppe des Bundes Oberland bei, in dem er Aufgaben als Ortsgruppenführer übernahm. Etwa zur selben Zeit trat er in die von Julius Streicher ins Leben gerufene Deutsche Werkgemeinschaft ein. Ab etwa 1924/1925 abstinierte Schmuck sich für längere Zeit von der Politik und der paramilitärischen Szene, um sich 1927 erneut dem Bund Oberland (Ortsgruppe Neustadt an der Aisch) anzuschließen, den er 1929 abermals verließ um zum 1. Mai 1929 in die NSDAP einzutreten (Mitgliedsnummer 130.626).
In der NSDAP übernahm Schmuck zunächst Aufgaben als Pressewart des Bezirksleiter der NSDAP. Von 1929 bis 1935 fungierte er zugleich als Bezirks- bzw. Kreisredner der Partei sowie zeitweise auch als Unterbezirksleiter der NSDAP in Neustadt an der Aisch, wo wer zu den aktiven Mitgliedern der in Sprechabenden und anderen Veranstaltungen nationalsozialistische Propaganda betreibenden Neustädter „Lehrerbrigade“ gehörte. Der Sturmabteilung (SA) trat Schmuck verhältnismäßig spät erst zum 1. Januar 1932 bei. Bruce Campbell hält dies für eine Folge von Schmucks Engagement im sogenannten Feldjägerkorps, einer geheimen Reichswehr-Miliz, das etwa in die Jahre 1930 bis 1932 fiel. In der SA führte Schmuck zunächst vom 1. Januar bis 30. Juni 1932 die SA-Reserve in Neustadt an der Aisch. Zum 1. Juli 1932 wurde er zum SA-Sturmführer befördert um in diesem Rang vom 1. Juli 1932 bis 28. Februar 1933 als SA-Führer z.V. der Gruppe Franken eingeteilt zu werden. Gleichzeitig fungierte er als Führer des Lehrsturms der SA-Standarte 8.

### NS-Zeit
Vom 1. März bis 31. März 1933 war Schmuck mit der Führung der SA-Standarte 8 beauftragt, die er anschließend bis zum 31. Dezember als regulärer Führer führte. Hintergrund dieser Ernennung war seine Loyalität zu Julius Streicher dem gegenüber er seine Loyalität während der sogenannten Stegmann-Revolte, einer Meuterei der fränkischen SA gegen Streicher, erwiesen hatte. Während dieser Zeit wurde er in rascher Folge zum SA-Sturmbannführer und SA-Gruppenführer befördert.
Ab dem 1. Januar 1935 wurde Schmuck als Berufsschuldirektor (Gewerbeoberlehrer) für den hauptamtlichen SA-Dienst beurlaubt. Vom 1. Januar bis 14. September 1935 war er zunächst mit der Führung der SA-Brigade 79 „Unterfranken“ in Würzburg beauftragt. Am 5. Juli 1935 zog er von Neustadt an der Aisch nach Würzburg. Vom 1. Mai bis 9. November 1935 war er zugleich Vorsitzender der Prüfungskommission für Sturmbannführer der SA-Gruppe Franken, in der Zeit vom 15. September 1935 bis 9. November 1936 Führer der SA-Brigade 79. Seit 1936 war er zudem Mitglied der Arbeitskammer Mainfranken.
Vom 10. November 1936 bis zum 28. Februar 1937 war Schmuck mit der Führung der Führerschule der Obersten SA-Führung in Dresden beauftragt, die er anschließend vom 1. März 1937 bis 30. Juni 1938 als regulärer Leiter leitete. Anschließend wurde er in die Oberste SA-Führung (OSAF) berufen, wo er vom 1. bis 31. Juli 1938 mit der Wahrnehmung der Geschäfte des Chefs des Amtes Organisation und Einsatz im Führungshauptamt der OSAF beauftragt war. Vom 1. August 1938 bis 14. August 1939 war er regulärer Chef dieses Amtes. In dieser Stellung wurde er zum 30. Januar 1939 zum SA-Gruppenführer befördert. Vom 15. August 1939 bis zum 31. Januar 1942 bekleidete Schmuck dann das Amt des Chefs des Amts für Körperliche Ertüchtigung (Amt für Leibesübungen) im Führungshauptamt der OSAF.
Anlässlich der Reichstagswahlen von 1936 und 1938 kandidierte Schmuck erfolglos für den nationalsozialistischen Reichstag.
Von Januar 1940 bis zum 15. September 1944 nahm Schmuck als Reserveoffizier am Zweiten Weltkrieg teil, zuletzt als Angehöriger des Stabes einer Heeresgruppe. Seit 1942 stand er im Rang eines Majors.
Zum 1. Februar 1942 wurde Schmuck zum Führer der SA-Gruppe Bayernwald mit Dienstsitz in Bayreuth ernannt. Praktisch übte er diese Funktion jedoch erst seit seiner Entlassung (Unabkömmlichstellung durch die Wehrersatz-Inspektion München) aus der Armee im Jahr 1944 aus. Er behielt diese Stellung bis zum Kriegsende 1945 bei.
Campbell sieht in Schmuck ein Paradebeispiel für den Typus des „braven Soldaten“ (good soldier) innerhalb der von ihm, Campbell, aufgestellten Klassifizierung des SA-Führungskorps in unterschiedliche Typen. Unter dem braven Soldaten versteht er dabei einen aus der Wehrverbandsbewegung hervorgegangenen Technokraten der sich ganz allmählich und eher unauffällig in der SA bis in die höchsten Ränge emporarbeitete.

## Beförderungen
- 1.  März 1933: SA-Sturmbannführer
- 31. März 1933: SA-Standartenführer
- 20. April 1935: SA-Oberführer
- 20. April 1936: SA-Brigadeführer
- 30. Januar 1939: SA-Gruppenführer